# Wolf Creek 2
Wolf Creek 2 es una película de terror australiana coescrita y dirigida por Greg McLean. Es una secuela de Wolf Creek (2005) y está protagonizada por John Jarratt, quien retoma su papel como Mick Taylor. Se estrenó el 30 de agosto de 2013 en el Festival de Cine de Venecia, y luego se estrenó en Australia el 20 de febrero de 2014.
La película sigue a una joven pareja alemana, y a un turista británico, quienes son víctimas de secuestro y tortura por parte de Mick Taylor, un desquiciado asesino xenófobo, mientras viajan por el interior de Australia. Al igual que la película del año 2005, la trama está basada en los asesinatos reales de mochileros cometidos por Ivan Milat en los años 90 y Bradley Murdoch en 2001. Recibió críticas variadas por parte de los especialistas, alabando la actuación de Jarratt y Corr, pero criticando la violencia y el gore. La película recaudó más de $4,7 millones en la taquilla australiana.

## Sinopsis
Atraídos por la promesa de unas auténticas aventuras en Australia, tres mochileros visitan el legendario cráter Wolfe Creek. Sin embargo su aventura se convertirá en una pesadilla.

## Reparto
- John Jarratt como Mick Taylor, un asesino en serie sádico y xenófobo.
- Ryan Corr como Paul Hammersmith, un turista de Inglaterra que interfiere inesperadamente en los planes de Mick y se convierte en su nueva víctima.
- Shannon Ashlyn como Katarina Schmidt, una turista alemana y la novia de Rutger.
- Phillipe Klaus como Rutger Enqvist, un turista que viene de Alemania.
- Shane Connor como el Sargento Mayor Gary Bulmer Jr.
- Ben Gerrard como el agente Brian O'Connor
- Gerard Kennedy como Jack, un anciano que vive en una remota casa de campo en el interior del país.
- Annie Byron como Lil, la esposa de Jack.
- Jordan Cowan como mujer joven, una de las víctimas de Mick que ha quedado demacrada y completamente desquiciada tras años de cautiverio.

## Producción
A pesar del éxito de la primera película, McLean optó por empezar a trabajar en la película Rogue en lugar de desarrollar una secuela. Más tarde declaró que se arrepentía de esa decisión.
En 2010, McLean anunció que estaba desarrollando una secuela y confirmó que Jarratt volvería a interpretar a Mick Taylor.
Geoffrey Edelsten firmó para invertir en la producción de Wolf Creek 2, pero posteriormente retiró su apoyo a la película y alegó que McLean le había engañado haciéndole creer que no sería el mayor inversor privado. Una vez transcurrido el plazo de financiación, Emu Creek Pictures envió a Millennium Management, de Edelsten, una demanda legal por A$4,923 millones. Edelsten pidió al Tribunal Supremo de Victoria que anulara la demanda para poder interponer otros recursos legales. McLean y Emu Creek Pictures negaron haber engañado a Edelsten y afirmaron que le habían mostrado documentos en los que se establecía claramente su parte de A$5 millones de la ayuda de los A$5,2 millones que se esperaba de los inversores privados. El plan de financiación especificaba que cualquier déficit respecto a ese monto sería cubierto por Screen Australia y la South Australian Film Corporation (SAFC).
El rodaje debía comenzar en 2011, pero la pérdida del apoyo de Edelsten retrasó la producción. McLean se arriesgaba a perder los fondos de los organismos gubernamentales si no encontraba otro inversor privado. A principios de 2012, la SAFC retiró su compromiso, pero en septiembre volvió a comprometerse con A$400.000, lo que permitió reanudar la producción. El rodaje comenzó en 2012 y continuó a principios de 2013.
Mientras desarrollaba el guion, McLean decidió centrarse en Mick Taylor, ya que el personaje era "lo más interesante de la primera película". McLean afirma que la segunda historia, al igual que la primera, está basada en hechos reales, un punto que, según él, será "bastante obvio cuando [los espectadores] vean la película".

## Lanzamiento
Wolf Creek 2 se estrenó en los cines de Australia el 20 de febrero de 2014. También se estrenó en Estados Unidos el 17 de abril de 2014.
La película fue lanzada en DVD, digital y disco Blu-ray en Australia el 25 de junio de 2014 a través de Roadshow Entertainment.

## Recepción

### Respuesta crítica
La película tiene actualmente una calificación del 50% en Rotten Tomatoes con base en 52 reseñas y una calificación promedio de 5,6/10. El consenso de la crítica afirma que "Tras un fuerte comienzo, Wolf Creek 2 se convierte en una secuela innecesaria y decepcionantemente predecible". La película también tiene una puntuación de 44 sobre 100 en Metacritic, sobre la base de 13 reseñas.

### Premios y nominaciones
| Premio        | Categoría                | Resultado |
| ------------- | ------------------------ | --------- |
| Premio Saturn | Mejor Lanzamiento en DVD | Nominado  |